# Paestum

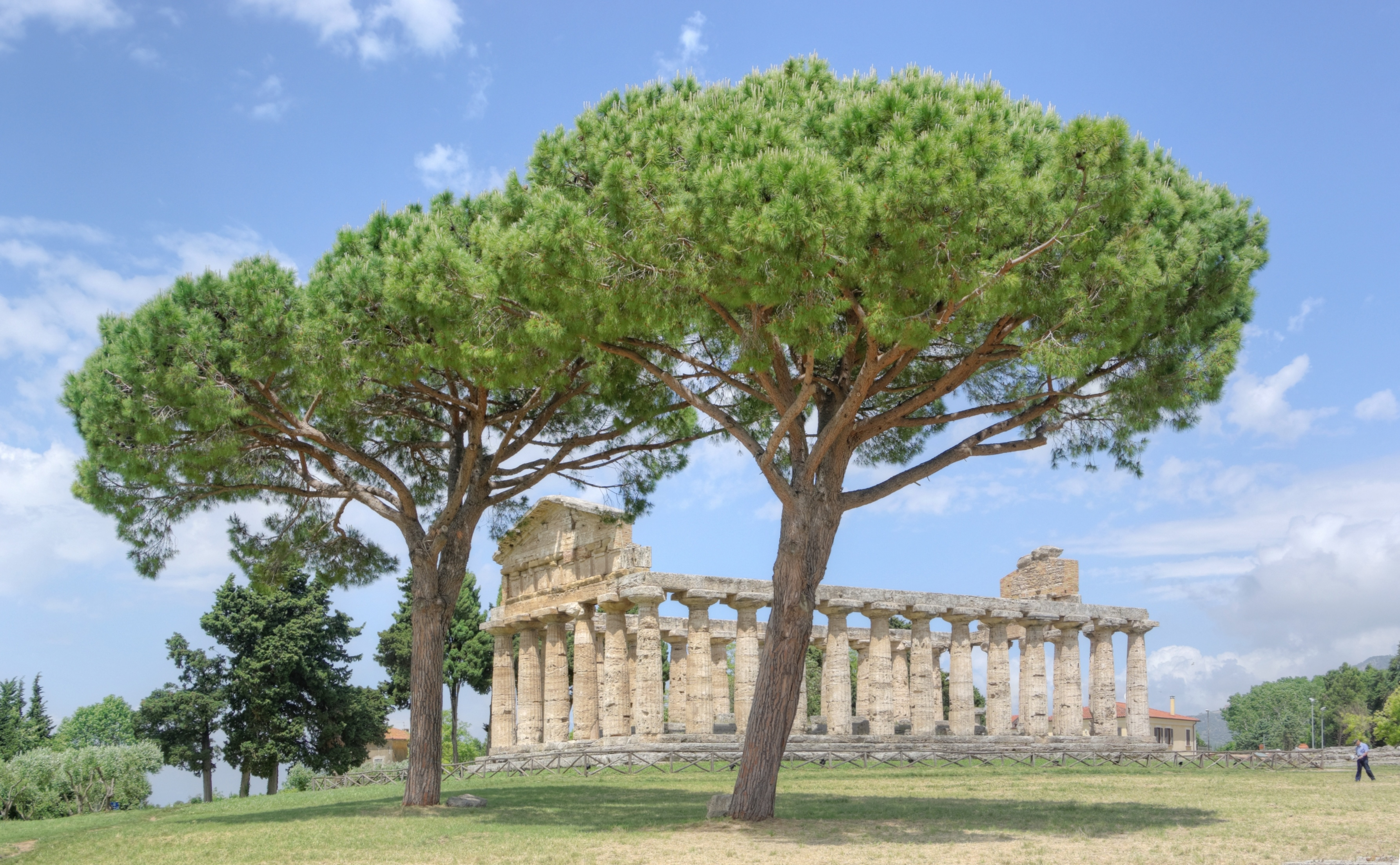
Temple d'Atena, abans conegut com a temple de Ceres

Paestum, o Pèstum, (en llatí Paestum, en grec antic Παῖστον) va ser una antiga ciutat de la Lucània prop de la mar Tirrena, a uns 7 km al sud de la desembocadura del Silarus.
La van fundar els grecs de Síbaris amb el nom de Posidònia (Ποσειδωνία), segons Estrabó, en una data desconeguda, probablement a finals del segle vii aC o a la primera meitat del segle vi aC, durant el temps que Síbaris dominava les costes de Lucània. Gai Juli Solí diu que era una colònia dels doris, i podrien ser habitants de la ciutat de Trezè que formaven part dels primers pobladors de Síbaris que després van ser expulsats. Estrabó diu que es va fundar a la costa i després va ser traslladada una mica a l'interior, però, de fet, les ruïnes que es troben són només a 1 km del mar.
Quan es va fundar la veïna Vèlia el 540 aC, Posidònia ja existia i era una ciutat considerable segons es desprèn d'una menció d'Heròdot, però no se sap res de la seva història. L'any 510 aC, Síbaris va ser destruïda, però els seus habitants no es van establir a Posidònia sinó a Laüs i Escidros segons Heròdot. La seva prosperitat és testimoniada per les restes (conegudes com els temples de Paestum) i les nombroses monedes que s'hi han trobat.
Va ser una de les primeres ciutats gregues que van caure en mans dels lucans, probablement ja abans del 390 aC, quan la ciutat de Laus va ser assetjada i ja era el principal baluard grec de la zona. Segons Aristoxen, en un fragment que cita Ateneu de Nàucratis, els habitants grecs no van ser expulsats sinó que van haver de sotmetre's a un contingent de lucans que va ocupar la ciutat. Van conservar molts dels seus antics costums i celebraven les seves pròpies festivitats. Sembla, per un passatge de Titus Livi, que la va ocupar Alexandre Molós l'any 330 aC, però si va ser així, aviat va tornar a caure en mans dels lucans.

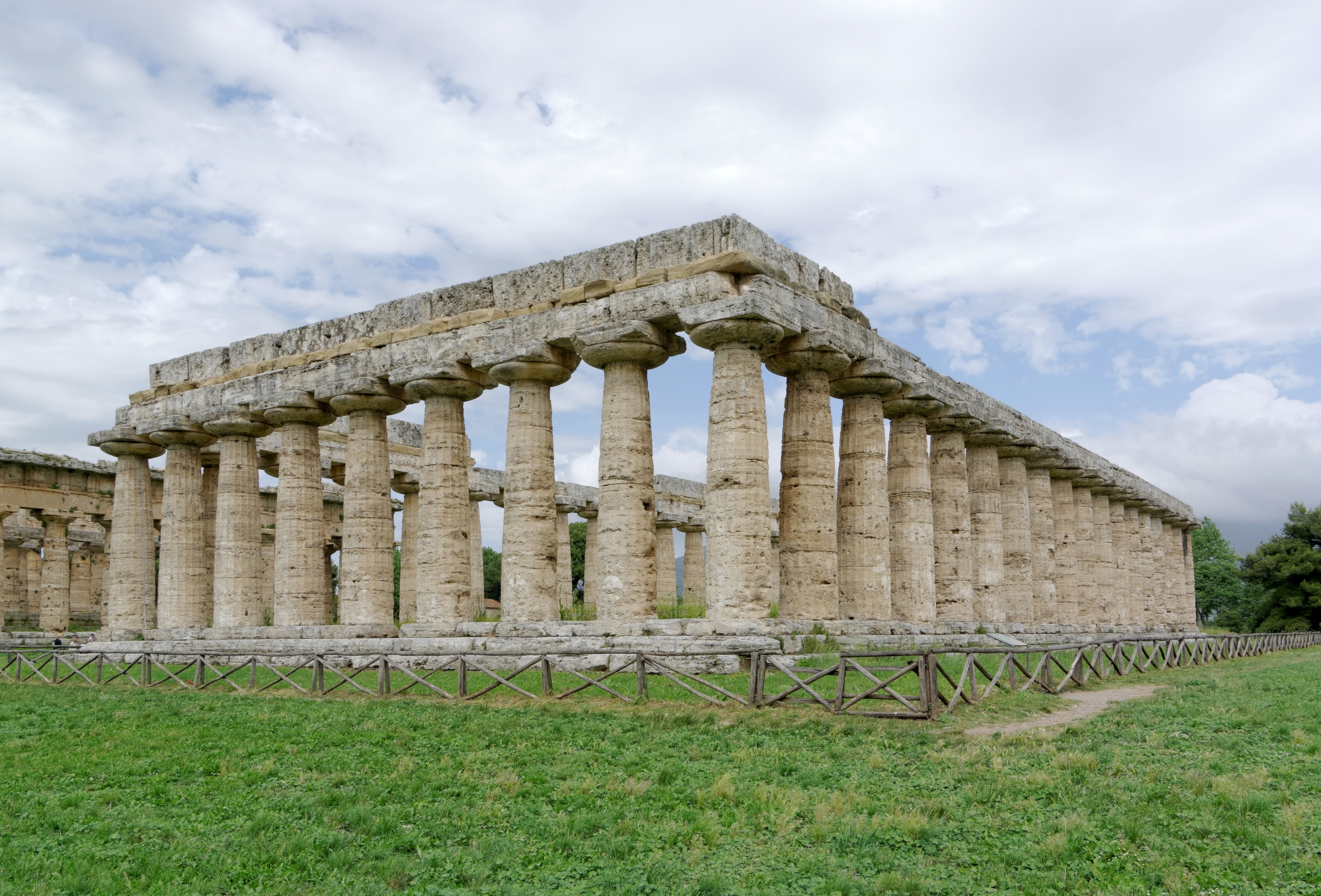
Temple d'Hera, abans conegut com la Basílica

Després de la sortida de Pirros de l'Epir, els romans van establir el seu domini a la Lucània i la ciutat va quedar sota el seu poder (273 aC). Per garantir aquestes possessions, hi van establir immediatament una colònia romana de dret llatí. La ciutat va dur el nom (potser una corrupció del seu nom grec) de Paestum, encara que és possible que ja el portés sota el domini dels lucans. Aquest va ser el nom que va prevaldre, per sobre del nom grec.
La ciutat va destacar per la lleialtat a Roma durant la Segona Guerra Púnica, quan just abans de la batalla de Cannes de l'any 217 aC va enviar regals d'or al Senat Romà i el 210 aC, va proveir de vaixells a les tropes de Dècim Quinti que es preparava per assetjar Tàrent. Encara l'any 209 aC era una de les 18 ciutats amb prou força com per subministrar als romans aliments i soldats.
Tot i que va ser una ciutat pròspera (es va convertir en municipi romà l'any 89 aC), no apareix pràcticament esmentada durant la República, però en parlen lateralment Ciceró, Estrabó i altres. Estrabó diu que s'havia tornat insalubre per l'estancament d'un riu que passava vora les seves muralles. Durant l'Imperi Romà, encara va ser una de les vuit prefectures de Lucània. Va recuperar el títol de colònia, segons una inscripció, probablement en temps de Trajà o d'Hadrià.
Al segle v, era la seu d'un bisbat. Els sarraïns la van destruir al segle ix i el bisbat es va traslladar a la veïna Capaccio, que tenia una posició més elevada, uns kilòmetres terra endins.
Paestum era celebrada pels antics per la bellesa de les seves roses, que florien dues vegades l'any i eren molt fragants. En parlen Virgili, Ovidi i Marcial. Segons William Smith entre les ruïnes florien encara les roses dues vegades l'any, al març i al novembre.
Les seves ruïnes, força importants, es troben a l'indret anomenat Pesto. La part principal en són les muralles; hi ha també tres temples, dedicats a Hera, Apol·lo i Atena, que tradicionalment s'havien identificat respectivament com una basílica i els temples de Neptú – o Posidó – i Ceres) i alguns altres edificis. A la vora del riu Silarus, hi havia un temple de Juno, que segons una tradició recollida per Estrabó i per Plini el Vell va ser fundat pels argonautes, però no en queden restes.
Paestum va donar nom antigament al golf de Salern, que es va dir Paestanus Sinus (en grec, Ποσειδωνιάτης κόλπος).
L'any 1968, a menys de dos quilòmetres al sud de Paestum es va descobrir l'anomenada Tomba del capbussador, del segle v aC, que constitueix un objecte funerari únic, per les seves característiques, en les arts funeràries gregues i en la pintura al fresc grega.